# Barrio 2 de Abril (Caleta Olivia)
2 de Abril o también conocido como "Doque" es un barrio caletense en el departamento Deseado, provincia de Santa Cruz, Argentina. Integra el municipio de Caleta Olivia. Por su distancia de 1,2 km del centro de la ciudad es uno de los barrios más cercanos del núcleo central de la ciudad. Es un barrio construido con Monoblock y es uno de los 5 barrios con altura en la ciudad con algo más de 1 800 habitantes. También es reconocido por ser un barrio conflictivo, de tiroteos frecuentes y varios sucesos que ocurrieron dentro del barrio. Actualmente se encuentra resguardado por la policía de Cuerpo de Prevención Barrial disminuyendo la delincuencia.
La densidad del distrito es de 22 500 hab./km².

## Desarrollo del lugar
El barrio se encuentra en el sector 3 y se compone de 56 torres de 4 pisos, todas construidas por el IDUV a través del plan de desarrollo vertical. El área del barrio es de 2 enormes manzanas o 8 Ha.
Sus principales arterias son: Avda. Eva Perón, Matheu y Benítez. También limita con la Ruta Nacional 3.
Actualmente este barrio está descuidado por parte de los propietarios de los departamentos que lo componen, en su aspecto se caracteriza el descuidado de los edificio ya que estos no durarán más de 10 años en pie.
 
.
| Noroeste: Miramar        | Norte: Costa del Sol | Noreste: Costa del Sol |
| Oeste: Miramar           |                      | Este: Costa del Sol    |
| Suroeste Vista Hermosa I | Sur: Vista Hermosa I | Sureste: Costa del Sol |

## Infraestructura comunitaria
- Asociación Vecinal

- Unión Vecinal Barrio 2 de Abril[3]

Centro Comercial 2 de Abril
- Sistema Educativo

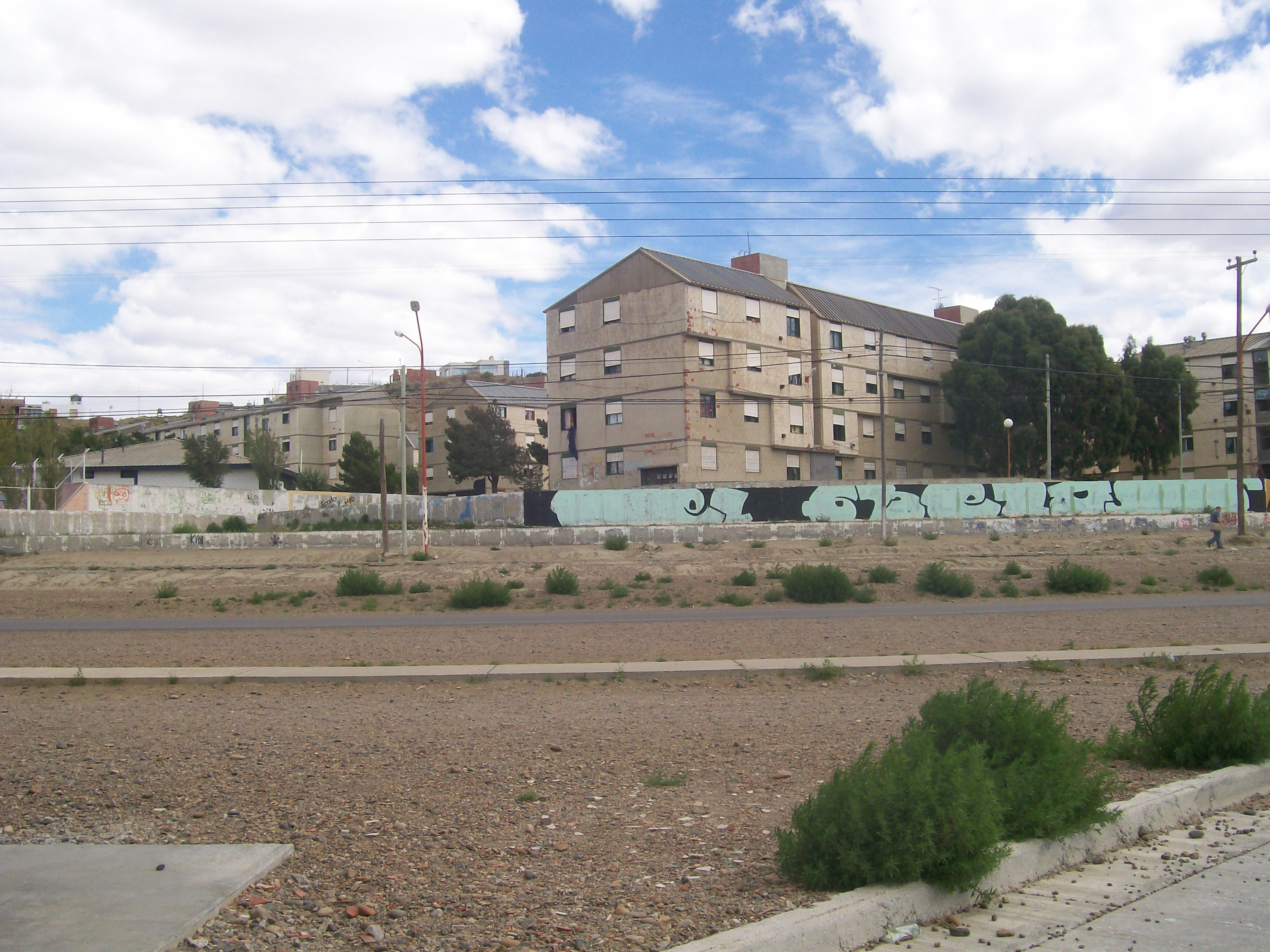
Los Monoblocks presentan un aspecto deteriorado al paso de los años

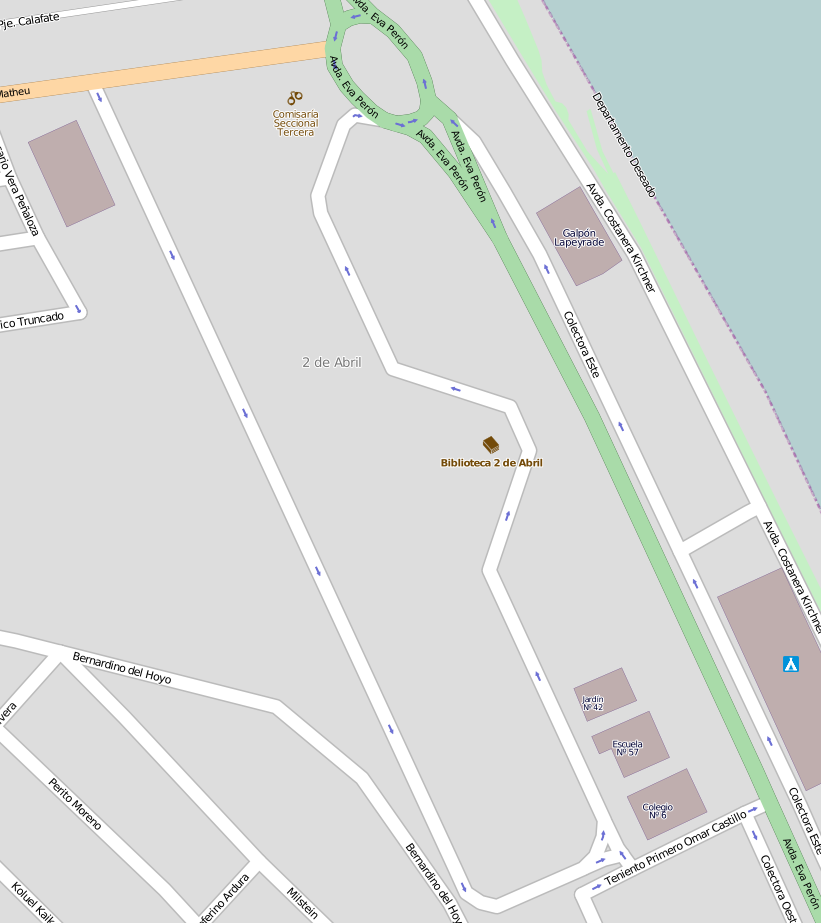
Mapa del barrio, fuente OpenStreetMap

- Jardín de Infantes N.º 42 "Pilmaikén"

Benítez 1340
- Escuela N.º 57 "José Ingenieros"[4]

Benítez 1372
- Colegio N.º 6 "Avellaneda"[5]

Benítez 1390
- Instituciones Municipales

- Biblioteca Popular 2 de Abril

Centro Comercial 2 de Abril
- Seguridad

- Comisaría Seccional Tercera de Policía[6]

Avda. Eva Perón y Matheu 
- Transporte

- Línea A

Paradas -